# يوخان (دار خوين)
يوخان (بالفارسية: یوخان) هي منطقة سكنية تقع في إيران في قسم دار خوين الريفي. يقدر عدد سكانها بـ 776 نسمة .